# Campeonato da Europa de Atletismo de 2022 - Salto com vara feminino
A prova do salto com vara feminino do Campeonato da Europa de Atletismo de 2022 foi disputada entre os dias 15 a 17 de agosto de 2022, no Estádio Olímpico de Munique, em Munique na Alemanha.

## Recordes
Antes desta competição, os recordes mundiais e do campeonato nesta prova eram os seguintes:
|                       | Nome               | Nacionalidade | Altura  | Local   | Data                 |
| --------------------- | ------------------ | ------------- | ------- | ------- | -------------------- |
| Recorde mundial       | Yelena Isinbayeva  | Rússia        | 5m 06cm | Zurique | 28 de agosto de 2009 |
| Recorde europeu       | Yelena Isinbayeva  | Rússia        | 5m 06cm | Zurique | 28 de agosto de 2009 |
| Recorde do campeonato | Katerina Stefanidi | Grécia        | 4m 91cm | Berlim  | 9 de agosto de 2018  |

Os seguintes recordes foram estabelecidos durante esta competição: 
| Data         | Evento | Atleta      | Nacionalidade | Altura  | Notas |
| ------------ | ------ | ----------- | ------------- | ------- | ----- |
| 17 de agosto | Final  | Wilma Murto | Finlândia     | 4m 85cm | =     |

## Medalhistas
| Ouro              | Prata                    | Bronze           |
| Wilma Murto (FIN) | Katerina Stefanidi (GRE) | Tina Šutej (SLO) |

## Cronograma
Todos os horários são locais (UTC+2).
| Data         | Hora  | Evento       |
| ------------ | ----- | ------------ |
| 15 de agosto | 10:25 | Qualificação |
| 17 de agosto | 20:00 | Final        |

## Resultados

### Qualificação
Qualificação: Desempenho de 4.55 m (Q) ou os 12 melhores qualificados (q). 
| Posição | Grupo | Atleta               | Nacionalidade | 4.10 | 4.25 | 4.40 | 4.50 | 4.55 | Resultados | Notas |
| ------- | ----- | -------------------- | ------------- | ---- | ---- | ---- | ---- | ---- | ---------- | ----- |
| 1       | B     | Tina Šutej           | Eslovênia     | –    | –    | o    | o    |      | 4.50       | q     |
| 2       | A     | Lene Retzius         | Noruega       | –    | –    | xxo  | o    |      | 4.50       | q     |
| 2       | A     | Katerina Stefanidi   | Grécia        | –    | –    | xxo  | o    |      | 4.50       | q     |
| 4       | B     | Caroline Bonde Holm  | Dinamarca     | o    | o    | o    | xo   |      | 4.50       | q     |
| 4       | B     | Angelica Moser       | Suíça         | –    | –    | o    | xo   |      | 4.50       | q     |
| 6       | B     | Roberta Bruni        | Itália        | –    | xxo  | o    | xo   |      | 4.50       | q     |
| 7       | A     | Wilma Murto          | Finlândia     | –    | o    | o    | xxo  |      | 4.50       | q     |
| 8       | A     | Molly Caudery        | Reino Unido   | o    | xo   | o    | xxo  |      | 4.50       | q     |
| 9       | B     | Sophie Cook          | Reino Unido   | o    | xo   | xo   | xxo  |      | 4.50       | q, =  |
| 10      | B     | Marie-Julie Bonnin   | França        | –    | o    | o    | xxx  |      | 4.40       | q     |
| 10      | B     | Margot Chevrier      | França        | –    | o    | o    | xxx  |      | 4.40       | q     |
| 12      | B     | Elina Lampela        | Finlândia     | o    | xo   | o    | xxx  |      | 4.40       | q     |
| 13      | A     | Saga Andersson       | Finlândia     | xo   | xxo  | o    | xxx  |      | 4.40       |       |
| 14      | A     | Ninon Chapelle       | França        | –    | o    | xo   | xxx  |      | 4.40       |       |
| 14      | B     | Anjuli Knäsche       | Alemanha      | o    | o    | xo   | xxx  |      | 4.40       |       |
| 14      | A     | Amálie Švábíková     | Chéquia       | –    | o    | xo   | xxx  |      | 4.40       |       |
| 17      | B     | Eleni-Klaoudia Polak | Grécia        | –    | xxo  | xxo  | xxx  |      | 4.40       |       |
| 18      | A     | Yana Hladiychuk      | Ucrânia       | –    | o    | xxx  |      |      | 4.25       |       |
| 18      | A     | Hanga Klekner        | Hungria       | o    | o    | xxx  |      |      | 4.25       |       |
| 18      | A     | Elisa Molinarolo     | Itália        | o    | o    | xxx  |      |      | 4.25       |       |
| 21      | A     | Pascale Stöcklin     | Suíça         | xo   | o    | xxx  |      |      | 4.25       |       |
| 22      | B     | Maryna Kylypko       | Ucrânia       | –    | xo   | xxx  |      |      | 4.25       |       |
| 23      | A     | Jacqueline Otchere   | Alemanha      | o    | xxx  |      |      |      | 4.10       |       |
| 24      | B     | Lisa Gunnarsson      | Suécia        | xxo  | xxx  |      |      |      | 4.10       |       |
| 25      | A     | Buse Arıkazan        | Turquia       | xxx  |      |      |      |      | NM         |       |

### Final
A final ocorreu no dia 17 de agosto às 20:00.
| Posição           | Atleta              | Nacionalidade | 4.25 | 4.40 | 4.55 | 4.65 | 4.70 | 4.75 | 4.80 | 4.85 | 4.90 | Resultados | Notas                |
| ----------------- | ------------------- | ------------- | ---- | ---- | ---- | ---- | ---- | ---- | ---- | ---- | ---- | ---------- | -------------------- |
| Medalha de ouro   | Wilma Murto         | Finlândia     | –    | o    | xo   | xo   | x-   | o    | o    | xo   | r    | 4.85       | = ,                  |
| Medalha de prata  | Katerina Stefanidi  | Grécia        | –    | o    | o    | o    | o    | o    | x-   | xx   |      | 4.75       | Recorde da temporada |
| Medalha de bronze | Tina Šutej          | Eslovênia     | –    | o    | o    | o    | xo   | o    | xxx  |      |      | 4.75       |                      |
| 4                 | Caroline Bonde Holm | Dinamarca     | o    | xxo  | o    | xxx  |      |      |      |      |      | 4.55       | Recorde nacional     |
| 5                 | Angelica Moser      | Suíça         | –    | xxo  | o    | xxx  |      |      |      |      |      | 4.55       |                      |
| 6                 | Marie-Julie Bonnin  | França        | –    | xo   | xo   | xxx  |      |      |      |      |      | 4.55       | Recorde pessoal      |
| 7                 | Roberta Bruni       | Itália        | o    | o    | xxo  | xxx  |      |      |      |      |      | 4.55       |                      |
| 7                 | Molly Caudery       | Reino Unido   | o    | o    | xxo  | xx-  | x    |      |      |      |      | 4.55       |                      |
| 9                 | Sophie Cook         | Reino Unido   | o    | o    | xxx  |      |      |      |      |      |      | 4.40       |                      |
| 10                | Margot Chevrier     | França        | xxo  | xo   | xxx  |      |      |      |      |      |      | 4.40       |                      |
| 11                | Elina Lampela       | Finlândia     | xo   | xxo  | xxx  |      |      |      |      |      |      | 4.40       |                      |
| 12                | Lene Retzius        | Noruega       | o    | xxx  |      |      |      |      |      |      |      | 4.25       |                      |

Legenda
| Recorde mundial       | Recorde mundial (World record)               |                       | Recorde africano                      | Recorde africano (African) |                                           | Q | Classificado por posição (Qualified) |
| Recorde do campeonato | Recorde do campeonato (Championship record)  | Recorde da América    | Recorde da América (Americas)         | q                          | Classificado por melhor tempo (Qualified) |   |                                      |
| Melhor marca do ano   | Melhor marca do ano (World leading)          | Recorde asiático      | Recorde asiático (Asian)              | DNS                        | Não largou (Did not start)                |   |                                      |
| Recorde nacional      | Recorde nacional (National record)           | Recorde europeu       | Recorde europeu (European)            | DNF                        | Não terminou (Did not finish)             |   |                                      |
| Recorde pessoal       | Recorde pessoal do atleta (Personal best)    | Recorde da Oceania    | Recorde da Oceania (Oceania)          | DSQ / DQ                   | Desclassificado (Disqualified)            |   |                                      |
| Recorde da temporada  | Recorde da temporada do atleta (Season best) | Recorde sul-americano | Recorde sul-americano (South America) | NM                         | Sem marca (No mark)                       |   |                                      |